# Kaleb Johnson
Kaleb Johnson (Cincinnati, 14 agosto 2003) è un giocatore di football americano statunitense che milita nel ruolo di running back per i Pittsburgh Steelers della National Football League (NFL).

## Carriera universitaria
Nelle prime due stagioni ad Iowa nel 2022 e 2023, Johnson corse 268 volte per 1.242 yard e 9 touchdown, oltre a 7 ricezioni per 52 yard. Nella prima partita della stagione 2024 corse 119 yard e 2 touchdown su 11 possessi malgrado l'essere stato sospeso per il primo tempo della partita, contribuendo alla vittoria su Illinois State. Johnson chiuse l'annata quarto nella FBS in yard corse (1.537) e in touchdown (23), mentre fu quinto in touchdown su corsa (21). Per le sue prestazioni fu inserito nella formazione ideale della Big Ten Conference, di cui fu premiato anche come running back dell'anno, e fu una selezione condivisa All-American. Fu anche finalista del Doak Walker Award. I suoi 23 touchdown e 138 punti segnati furono due nuovi record per un giocatore di Iowa.

## Carriera professionistica

### Pittsburgh Steelers
Johnson fu scelto nel corso del terzo giro (83º assoluto) del Draft NFL 2025 dai Pittsburgh Steelers.